# Zopfiella tardifaciens
Zopfiella tardifaciens är en svampart som först beskrevs av Udagawa, och fick sitt nu gällande namn av Guarro 1988. Zopfiella tardifaciens ingår i släktet Zopfiella och familjen Lasiosphaeriaceae.   Inga underarter finns listade i Catalogue of Life.